# Peel (Wyspa Man)
Peel (manx Purt ny hInshey) – miasto na zachodnim wybrzeżu wyspy Man; 4340 mieszkańców (2008). Czwarte co do wielkości miasto wyspy.